# John Conroy (Kameramann)
John Conroy (* 26. Januar 1969 in Irland) ist ein irischer Kameramann. Bekannt wurde er vor allem durch seine Arbeit für Serien wie Luther, Broadchurch, Der Name der Rose, The Terror oder Penny Dreadful: City of Angels. sowie den Kinofilmen Yardie und The Happy Prince.

## Leben und Karriere
John Conroy wurde 1969 als Sohn des Kameramanns Jack Conroy (1944–2019) (Mein linker Fuß) geboren. Er trat in die Fußstapfen seines Vaters und arbeitete sich seit 1990 zuerst als clapper loader und Kameraassistent über zehn Jahre und zahlreiche Filmproduktionen kontinuierlich nach oben. Im Jahr 2000 war er zum ersten Mal selber Kamareamann unter der Regie von Hugh McGrory bei dem Horrorfilm Red Rum. Seit 2006 ist er für Film und Fernsehproduktionen tätig. In dieser Zeit entstanden Arbeiten für Serien wie Jack Taylor, Silent Witness, Luther, Mr Selfridge, Silk – Roben aus Seide, The Smoke, Fortitude, Broadchurch, The Tunnel – Mord kennt keine Grenzen, Penny Dreadful, Jamestown, Trust Me, Der Name der Rose, The Terror oder Penny Dreadful: City of Angels.
Unter seinen Kinofilmen ist hervorzuheben die Arbeiten für den Horrorfilm Dark Touch von Marina de Van, Stephen Browns Filmdrama The Sea, Idris Elbas Kinoproduktion Yardie oder Rupert Everetts Filmbiografie The Happy Prince.
Für seine Kameraarbeit für die von der Kritik gefeierte Fernsehserie Luther, in der Hauptrolle war Idris Elba zu sehen, erhielt er 2016 bei den Emmy Awards eine Nominierung in der Kategorie Outstanding Cinematography for a Limited Series or Movie.
2003 und 2007 fungierte John Conroy neben seiner Kameraarbeit auch selbst als Drehbuchautor, Regisseur und Produzent für die beiden Kurzfilme Poker Nights und Selfish Minds.
John Conroy ist Mitglied der Irish Society of Cinematographers (ISC).

## Auszeichnungen (Auswahl)
Emmy
- 2016: Nominierung in der Kategorie Outstanding Cinematography for a Limited Series or Movie für Luther

## Filmografie (Auswahl)

### Kameramann
Kino
- 2000: Red Rum
- 2007: Speed Dating
- 2010: Parked – Gestrandet (Parked)
- 2011: Weekender
- 2013: Dark Touch
- 2013: The Sea
- 2018: Yardie
- 2018: The Happy Prince
- 2023: Flora and Son
- 2023: The Miracle Club

Fernsehen
- 2009: Wild Decembers (Fernsehfilm)
- 2010: Jack Taylor (Fernsehserie, 2 Episoden)
- 2011–2013: Silent Witness (Fernsehserie, 20 Episoden)
- 2012: Upstairs Downstairs (Fernsehserie, 2 Episoden)
- 2013: Mr Selfridge (Fernsehserie, 3 Episoden)
- 2013–2015: Luther (Fernsehserie, 4 Episoden)
- 2014: Silk – Roben aus Seide (Fernsehserie, 2 Episoden)
- 2014: The Smoke (Fernsehminiserie, 4 Episoden)
- 2015: Fortitude (Fernsehserie, 2 Episoden)
- 2015: Broadchurch (Fernsehserie, 8 Episoden)
- 2015–2016: Penny Dreadful (Fernsehserie, 8 Episoden)
- 2016: The Tunnel – Mord kennt keine Grenzen (Fernsehserie, 2 Episoden)
- 2017: Jamestown (Fernsehserie, 4 Episoden)
- 2017: Trust Me (Fernsehserie, 2 Episoden)
- 2019: Der Name der Rose (Fernsehserie, 8 Episoden)
- 2019: The Terror (Fernsehserie, 6 Episoden)
- 2020: Penny Dreadful: City of Angels (Fernsehserie, 6 Episoden)
- 2020: Roald & Beatrix: The Tail of the Curious Mouse (Fernsehfilm)
- 2021: Tell Me Your Secrets (Fernsehserie, 4 Episoden)
- 2021: Modern Love (Fernsehserie, 3 Episoden)
- 2025: Zero Day (Miniserie)

Kurz- oder Dokumentarfilme
- 2003: Poker Nights (auch Regie, Drehbuch und Produktion)
- 2006: Hold the Passion (Dokumentarfilm)
- 2006: Mother’s Little Helper (Kurzfilm)
- 2007: Poker Nights (Kurzfilm)
- 2007: Selfish Minds (auch Regie, Drehbuch und Produktion)
- 2010: Dummy (Kurzfilm)
- 2010: The Line (Kurzfilm)